# Kh-38
Il Kh-38 è un missile aria-superficie, a guida laser, con un apparato di guida migliorato, destinata a succedere alla famiglia dei missili Kh-25. Usati nella Guerra civile siriana.

## Storia

La configurazione di base del Kh-38M è stata presentata al Moscow Air Show (MAKS) del 2007. Il missile aria-superficie guidato modulare è destinato a succedere alla venerabile famiglia di missili Kh-25. Il missile è progettato per essere trasportato dall'aereo da caccia quinta generazione Sukhoi Su-57. I primi prototipi del missile avevano inizialmente ali pieghevoli e pinne caudali per il trasporto interno e avrebbero avuto una varietà di testate per diverse varianti..
In una versione successiva, presentata al MAKS 2017, entrambe le superfici di controllo sono state sostituite da quelle fisse più lunghe e strette, una soluzione simile a quella utilizzata nel missile della Selenia, Aspide..

## Varianti
- Kh-38MAE:  homing radar inerziale e attivo
- Kh-38MKE: inerziale, guida satellitare
- Kh-38MLE: inerziale, guida laser
- Kh-38MTE: inerziale, guida a infrarossi
- Kh-36 Grom-1 AS-23: derivato del missile da crociera tattico/AGM aria-superficie con portata di 120 km
- Kh-36P Grom-2 AS-23B / KAB: bomba guidata versione planata gamma 50 km da 600 kg, varie guide di mira, entrambi creati sulla base del missile tattico a corto raggio
- Kh-38M: hanno anche una struttura modulare, testate e cercatori. Visto per la prima volta al MAKS 2015, destinato ad equipaggiare tutti i tipi di caccia, inclusi i caccia MiG-35 e Su-57.
- Kh-38M2: miglioramento del Kh-38M, sensori optoelettronici IR UV (anche CCD?)

## Utilizzatori
Russia
- Voenno-vozdušnye sily Rossijskoj Federacii

 Egitto
- El Qūwāt El Gawīyä El Maṣrīya